# Artaictes
Artaictes (en grec antic Ἀρταΰκτης) era un militar persa fill de Querasmis, que va dirigir als macrons i als mosinecs durant l'expedició de Xerxes I de Pèrsia a Grècia. En aquest temps era governador de Sestos i del seu territori a l'Hel·lespont on va governar com un tirà arbitrari. Va induir al rei a que li donés en frau la tomba de l'heroi Protesilau, prop de la ciutat, i després la va profanar i va fer ús de la terra sagrada. Aquest sacrilegi els grecs no li van perdonar.
L'any 479 aC l'atenenc Xàntip es va presentar a Sestos amb una flota. Va assetjar la ciutat, una situació que Artaictes no havia previst, però va aconseguir de fortificar-la i fer front als enemics. Xàntip va continuar el setge durant tot l'hivern, però a la primavera del 478 aC la ciutat estava afamada. Artaictes i el seu lloctinent Oebazos es van poder escapar. Tan bon punt els habitants grecs de la ciutat ho van saber, van obrir les portes als atenencs. Els dos fugitius van ser perseguits i Artaictes i el seu fill van ser capturats i portats davant Xàntip.
Artaictes va oferir 100 talents de compensació pel sacrilegi comès a la tomba de Protesilau, i 200 pel rescat d'ell mateix i del seu fill, però els ciutadans no ho van acceptar i van exigir la seva execució i Xàntip va haver d'accedir. Va ser lligat a una creu i va haver de veure morir al seu fill lapidat i després va morir ell mateix, segons diuen Heròdot i Pausànias.